# Valaliky
Valaliky (Hongaars: Kassamindszent) is een Slowaakse gemeente in de regio Košice, en maakt deel uit van het district Košice-okolie.
Valaliky telt 4.106 inwoners.

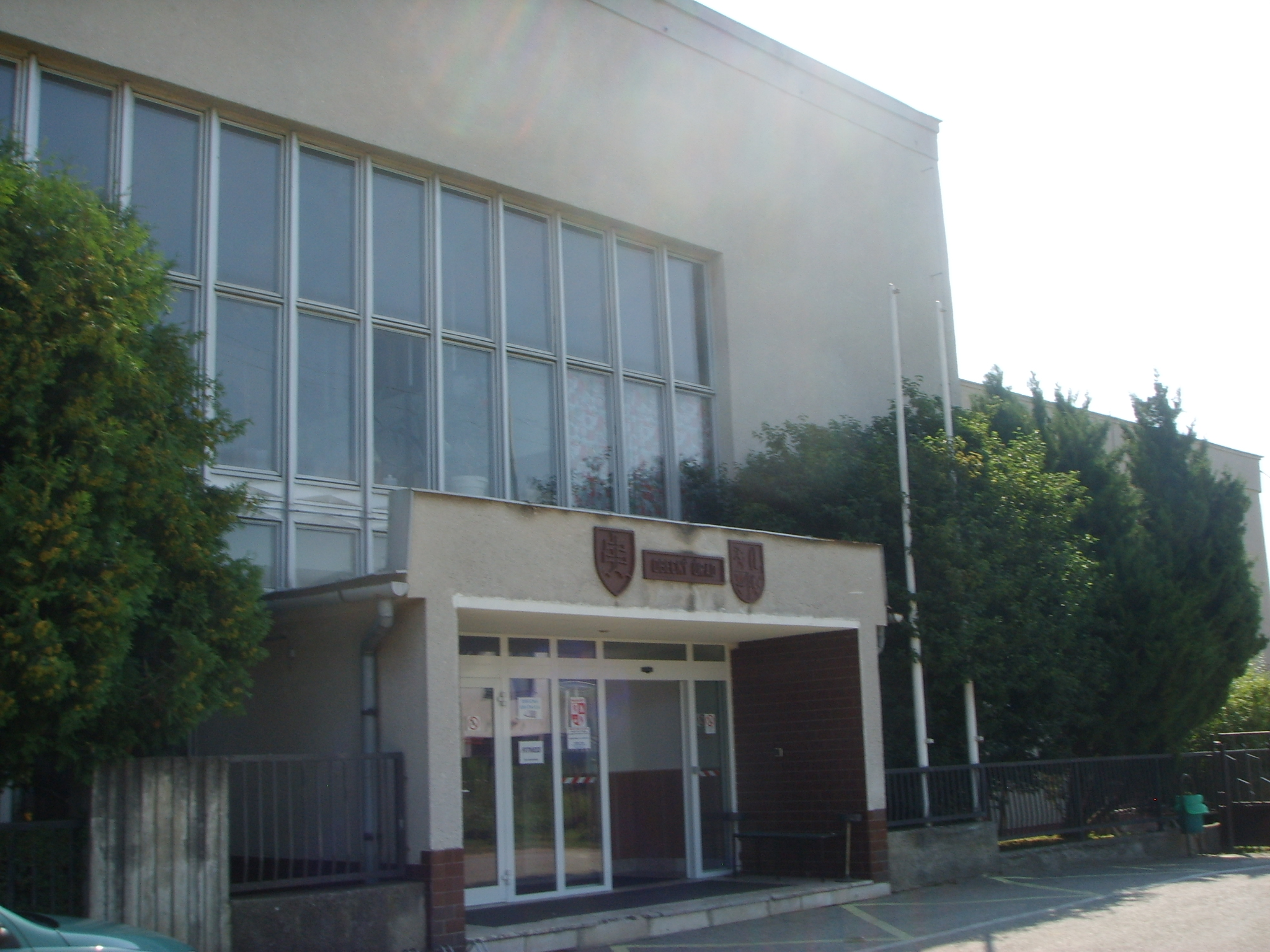
Gemeentehuis
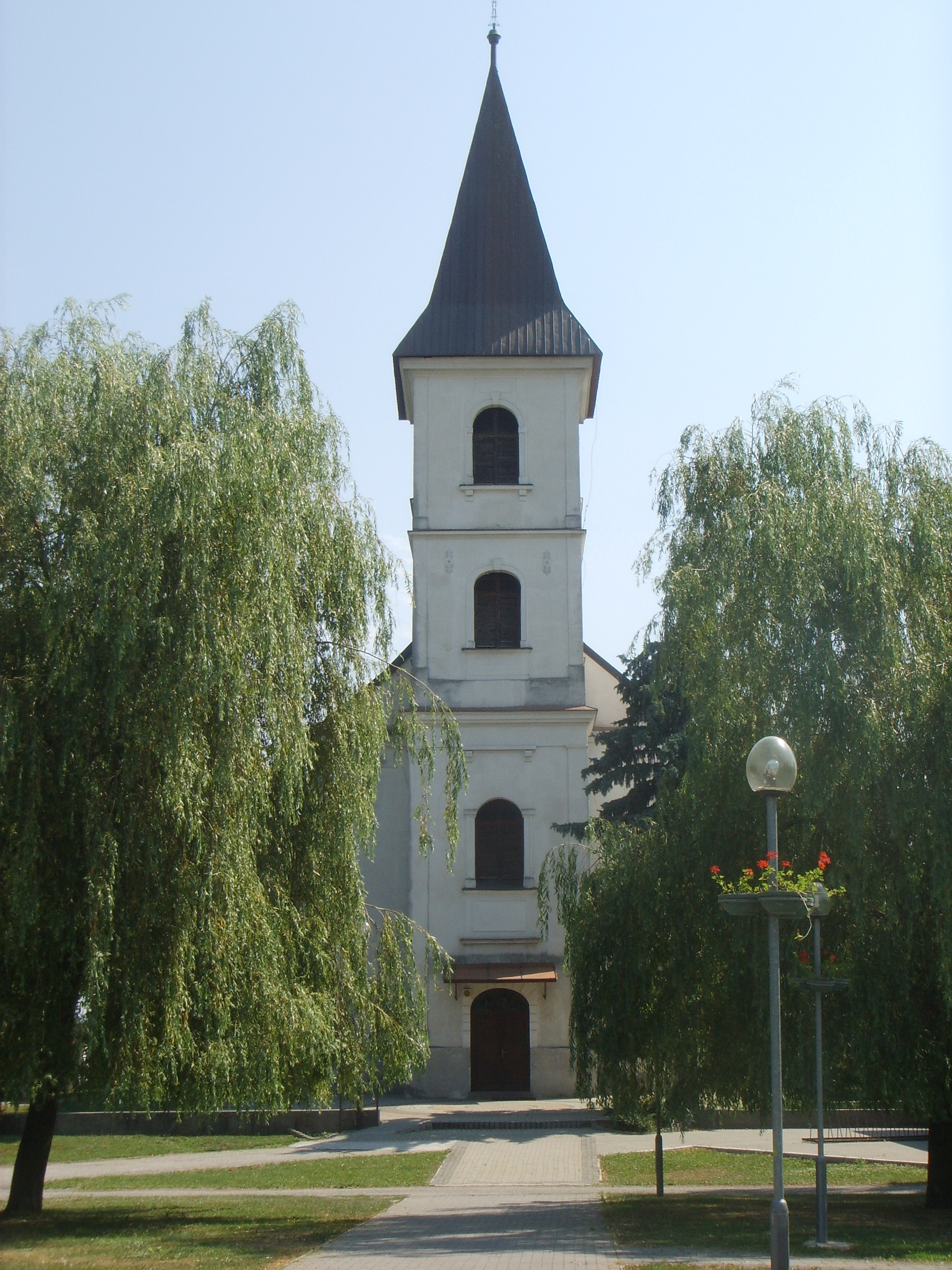
Kerk in Valaliky